# Notholaena schaffneri
Notholaena schaffneri là một loài thực vật có mạch trong họ Adiantaceae. Loài này được (E. Fourn.) Underw. ex Davenp. miêu tả khoa học đầu tiên năm 1891.